# Melanie Webelhorst-Zimmermann
Melanie Webelhorst-Zimmermann (* 15. September 1895 in Langnau, Kanton Bern; † 17. Juni 1959 in München) war eine Schweizer Schauspielerin und Synchronsprecherin.

## Leben
Nach Abschluss der Oberschule besuchte die geborene Melanie Webelhorst zwischen 1910 und 1912 die Schauspielschule des Deutschen Theaters Berlin und nahm zeitgleich privaten Schauspielunterricht bei Berthold Held. 1912 gab sie als „Homunculus“ in Goethes Faust II ihr Bühnendebüt am Deutschen Theater, zu dessen Ensemble sie bis 1914 gehörte. Zu ihren weiteren Theaterstationen gehörten u. a. die Münchner Kammerspiele, das Münchner Volkstheater und das Stadttheater Hof. In ihrer langen Bühnenlaufbahn verkörperte Webelhorst-Zimmermann unterschiedlichste Rollen vom jugendlichen Charakterfach bis hin zu Mutterrollen. Sie spielte die Titelfigur in Heinrich von Kleists Käthchen von Heilbronn (Rosetheater Berlin), die „Ophelia“ in Shakespeares Hamlet (Rosetheater Berlin), die „Berta“ in August Strindbergs Kameraden (Münchner Kammerspiele) und die „Tituba“ in Arthur Millers Hexenjagd (Kammerspiele).
Seit Ende der 30er Jahre wirkte sie zudem auch in Spielfilmproduktionen mit. Sie spielte in Georg Jacobys Komödie Das Spiel auf der Tenne, der Ganghofer-Verfilmung Der Geigenmacher von Mittenwald, Joe Stöckels Adaption der Volkskomödie Der verkaufte Großvater sowie mehreren Komödien um die bayerischen Volksschauspieler Stöckel und Beppo Brem (Die drei Dorfheiligen, So sind die Frauen, Die fröhliche Wallfahrt). Meist übernahm sie dabei die Rolle der resoluten, einfachen Frau vom Lande.
Daneben arbeitete Webelhorst-Zimmermann umfangreich als Sprecherin beim Rundfunk. Sie sprach für Hörspiele und moderierte Kinder- und Schulfunkprogramme. Für den Reichssender München verfasste sie zudem 18 Hörspiele der Reihe Märchen für alle. Darüber hinaus war sie auch als Synchronsprecherin tätig. Webelhorst stand 1944 in der Gottbegnadeten-Liste des Reichsministeriums für Volksaufklärung und Propaganda.
Ab 1928 war Melanie Webelhorst mit ihrem Berufskollegen – dem späteren technischen Direktor der Münchner Kammerspiele – Hanns Zimmermann verheiratet und hatte mit ihm zwei Kinder. Sie starb 1959 in ihrer Wohnung in München.

## Filmografie
- 1935: Er weiß, was er will
- 1937: Spiel auf der Tenne
- 1940: Der rettende Engel
- 1941: Der verkaufte Großvater
- 1949: Die drei Dorfheiligen
- 1950: So sind die Frauen
- 1950: Der Geigenmacher von Mittenwald
- 1956: Die fröhliche Wallfahrt